# Ephraim George Squier

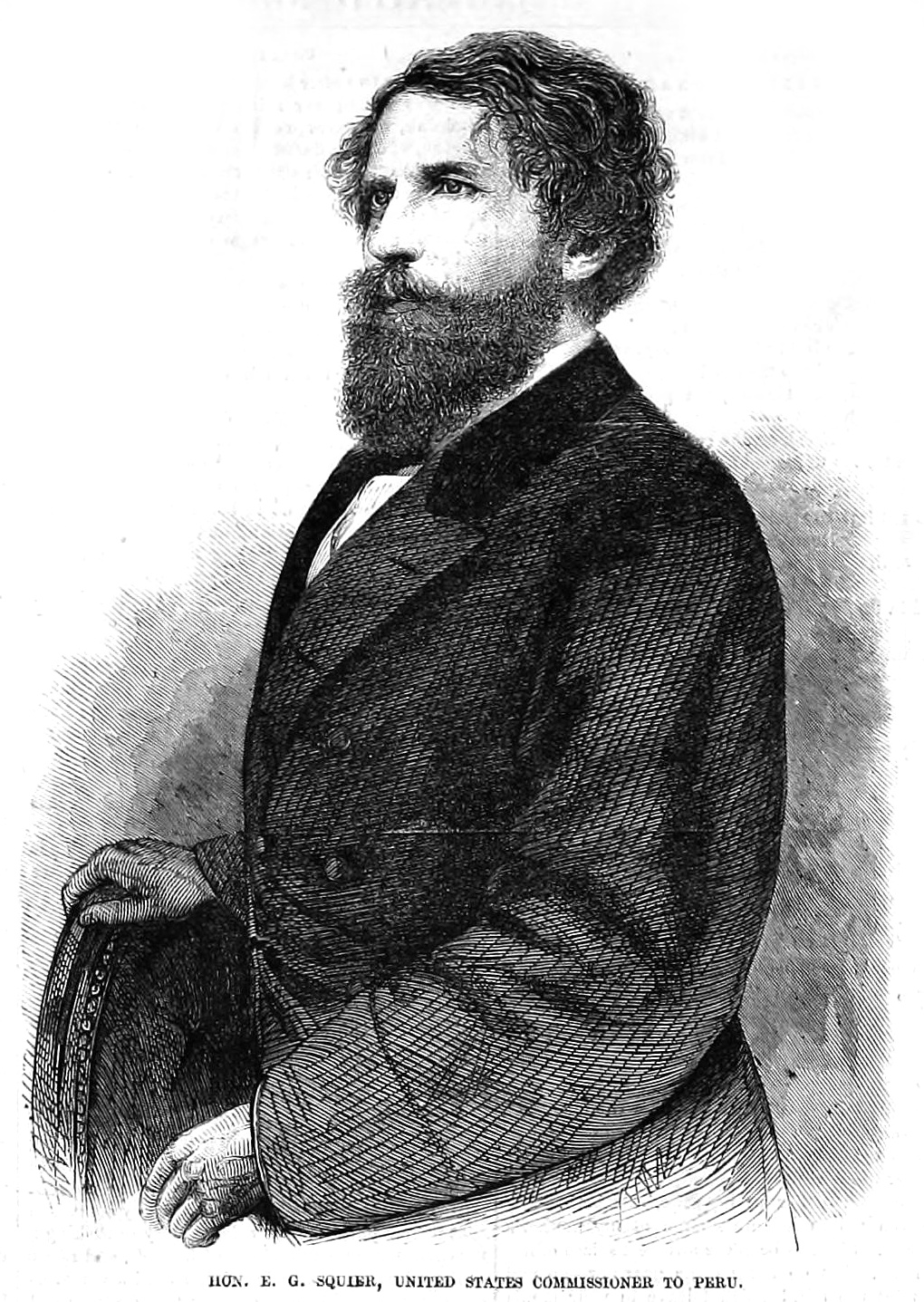
E. G. Squier

Ephraim George Squier, född den 17 juni 1821 i Bethlehem i New York, död den 17 april 1888 i Brooklyn, var en amerikansk arkeolog.

## Biografi

### Skolgång
Squiers familjs huvudperson var metodistpredikant.  Familjen hade inga större ekonomiska resurser och hsan fick bara en mindre formell utbildning, tre år på en gymnasieskola.Då han var 19 år grundade han en tidskrift för poesi, som inte blev någon framgång. Hans andra stiftelse, Poet's Magazine 1842 grundad i delstatshuvudstaden Albany, överlevde också bara i två nummer.

### Tidningsman
Från 1841 var han biträdande redaktör för New York State Mechanic, en arbetartidskrift med politiska ambitioner. Han redigerade också en inflytelserik bok av George Tradescant Lay, en brittisk vetenskapsman och diplomat i Kina, som skrev sina reflektioner över kinesisk kultur. År 1844 var han med och grundade Hartford Journal, en tidning som stödde den mångårige whigpolitikern Henry Clay. Squier och Hartford Journal spelade en viktig roll i Clays valseger i Connecticut. Han besegrades på federal nivå. Squier flyttade därefter till Chillicothe, Ohio, där han blev redaktör för Scioto Gazette. Han arbetade dessutom på heltid som sekreterare för Connecticuts regering och studerade vid Princeton College, där han tog examen i ingenjörsvetenskap 1848.  

### Studier av högar vid Ohiofloden och Mississippi
På sin fritid utforskade Squier förhistoriska indianska jordvallar och högar i Ohioflodens och Mississippiflodens dalgångar. Tillsammans med Edwin H. Davis lade han grunderna för den vetenskapliga arkeologiska forskningen av de långsträckta vallarna och högarna i området, Det var konstgjorda människobyggda vallar och högar, som hade utvecklats från gravar. De anses av 1900.talets arkeologi tillhör Hopewellkulturen och Mississippikulturen. Squier och Davis grävde cirka 200 högar och 100 andra anläggningar så det var summariska undersökningar som inte höll hög standard.
Mound City Group, som Squier grävde ut, är kärnan i Hopewell Culture National Historical Park. År 1848 publicerade de Ancient Monuments of the Mississippi Valley som var den första volymen i serien av publikationer från den nygrundade Smithsonian Institution.  En förkortad version publicerades i Transactions, Ethnological Societys vetenskapliga tidskrift, på uppmaning av Albert Gallatin.  Squier återvände senasre till New York och gjorde utgrävningar där på uppdrag av Smithsonian och New York Historical Society, vilket resulterade i boken Aboriginal Monuments of the State of New York. (1951). Squier blev 1871 president vid antropologiska institutet i New York gav förutom ovan nämnda böcker ut Nicaragua, its people, scenery and monuments (1852), Waikua, or adventures on the Moskito shore (1855), The states of Central America (1857), Honduras (1870), Peru (1876) med flera.

### Diplomat
Henry Clay besegrades 1848 i whigpartiets primärval av Zachary Taylor, som senare vann presidentvalet. År 1849 utnämndes Ephraim George Squier till chargé d'affaires av USA i Guatemala och Nicaragua  där han framgångsrikt motarbetade brittiska försök att utvidga gränserna för Englands Mosquitia-reservat på bekostnad av Nicaragua. Han genomförde två arkeologiska expeditioner i Centralamerika och lämnade från dessa stenstelar till Smithsonian Museums. Då han återkom till USA publicerade han The Serpent Symbol and the Reciprocal Principles of Nature, en bok om ormens symboliska kraft. Temat var gammalt och härstammade från hans upptäckt av Serpent Mound i Ohio 1846. Han skrev senare ett verk i två volymer om Nicaragua. I början av 1850-talet blev han berömd tack vare sina publikationer. Under1850-talet reste han flera gånger till Europa på inbjudan av olika vetenskapliga sällskap. Han blev korresponderande medlem av Berliner Gesellschaft für Anthropologie, Ethnologie und Urgeschichte. Från 1853 till 1855 var han verksam i ett järnvägsprojekt i Honduras, men det förverkligades aldrig. Under denna tid publicerade han flera böcker om Centralamerika med fokus på etnografi, ekonomi och geografi.

### Senare privatliv
År 1857 gifte han sig med Miriam Florence Follin och återvände till journalistiken. Han var redaktör inom Frank Leslies förlags-imperium  för Frank Leslie's Illustrated Newspaper. Han skrev i tidningen om vitt skilda ämnen. Han tillhörde under denna tid New Yorks societet. 1863 till 1864 reste Squier till Peru som kommissionär för unionsstaterna. I Peru genomförde han ytterligare utgrävningar. Efter återkomsten till New York förberedde han flera nya publikationer om sina fynd. Men arbetet försenades då han distraherades av sitt arbetet för Leslie. Han redigerade istället de två första volymerna av Frank Leslies Pictorial History of the American Civil War. År 1868 utnämndes Squier till Honduras generalkonsul i New York. År 1871 blev han grundare och ordförande för Anthropological Institute of New York som bara existerade en kort tid. År 1873 skilde sig hans fru från honom och gifte sig med Frank Leslie året därpå. Squier drabbades av ett sammanbrott och blev allvarligt psykiskt sjuk. Hans styvbror Frank Squier blev hans förmyndare och med hans stöd kunde han publicera en bok om Peru 1877 och ett kort verk om Honduras 1880. Han dog 1888 i Frank Squiers hem i Brooklyn.